# Fargo (TV-serie)
Fargo är en amerikansk TV-serie skapad av Noah Hawley. Fargo är inspirerad av långfilmen med samma namn av Bröderna Coen, som medverkar som producenter till serien. Serien byter handling varje säsong. 
Säsong 1 hade i USA premiär 15 april 2014 och har sedan sänts i ytterligare fyra säsonger.
Inför Emmy-galan 2014 nominerades Fargo till 18 priser. Vid Golden Globe-galan 2015 utsågs Fargo till Bästa miniserie.

## Handling

### Säsong 1
En man vid namn Lorne Malvo anländer till småstadslivets Minnesota och påverkar lokalbefolkningen med sin ondska och våldsamhet, däribland försäkringsförsäljaren Lester Nygaard.
Huvudroller:
- Martin Freeman – Lester Nygaard
- Billy Bob Thornton – Lorne Malvo
- Allison Tolman – Deputy Molly Solverson
- Colin Hanks – Officer Gus Grimly

Återkommande roller:
- Bob Odenkirk – Police Chief Bill Oswalt
- Adam Goldberg – Mr. Numbers
- Russell Harvard – Mr. Wrench
- Oliver Platt – Stavros Milos
- Glenn Howerton – Don Chumph
- Jordan Peele – Webb Pepper
- Keegan-Michael Key – Bill Budge
- Joey King – Greta Grimly
- Keith Carradine – Lou Solverson
- Kate Walsh – Gina Hess
- Atticus Mitchell – Mickey Hess
- Liam Green – Moe Hess
- Julie Ann Emery – Ida Thurman
- Tom Musgrave – Bo Munk
- Rachel Blanchard – Kitty Nygaard
- Joshua Close – Chaz Nygaard
- Kelly Holden Bashar – Pearl Nygaard
- Susan Park – Linda Park
- Gary Valentine – Deputy Knudsen

### Säsong 2
Delstatspolisen Lou Solverson utreder en rad mordfall med kopplingar till ett par och ett familjeföretag. Samtidigt försöker en expanderande maffiaorganisation ta över familjeföretagets område.
Huvudroller:
- Patrick Wilson – Lou Solverson
- Ted Danson – Sheriff Hank Larsson
- Jean Smart – Floyd Gerhardt
- Kirsten Dunst – Peggy Blomquist
- Jesse Plemons – Ed Blomquist

Återkommande roller
- Jeffrey Donovan – Dodd Gerhardt
- Rachel Keller – Simone Gerhardt
- Nick Offerman – Karl Weathers
- Brad Garrett – Joe Bulo
- Kieran Culkin – Rye Gerhardt
- Bokeem Woodbine – Mike Milligan
- Angus Sampson – Bear Gerhardt
- Keir O'Donnell – Ben Schmidt
- Bruce Campbell – Ronald Reagan
- Michael Hogan – Otto Gerhardt
- Cristin Milioti – Betsy Solverson
- Adam Arkin – Hamish Broker
- Zahn McClarnon – Ohanzee Dent

### Säsong 3
Säsong tre utspelar sig 2010 och kretsar kring bröderna Emmit och Ray Stussy (båda spelade av Ewan McGregor) vars syskonrivalitet leder till en rad brott som den lokala polisen Gloria Burgle kopplas in för att lösa.
Huvudroller
- Ewan McGregor – bröderna Emmit och Raymond "Ray" Stussy.
- Carrie Coon – Gloria Burgle
- Mary Elizabeth Winstead – Nikki Swango
- Goran Bogdan – Yuri Gurka
- David Thewlis – V. M. Varga

Återkommande
- Michael Stuhlbarg – Sy Feltz
- Shea Whigham – Chief Moe Dammik
- Scoot McNairy – Maurice LeFay
- Andy Yu – Meemo
- Mark Forward – Donny Mashman
- Olivia Sandoval – Winnie Lopez
- Karan Soni – Dr. Homer Gilruth
- Mary McDonnell – Ruby Goldfarb
- Thomas Mann – Thaddeus Mobley
- Ray Wise – Paul Marrane
- Hamish Linklater – Larue Dollard
- Scott Hylands – Ennis Stussy
- Linda Kash – Stella Stussy
- Caitlynne Medrek – Grace Stussy
- Graham Verchere – Nathan Burgle
- Russell Harvard – Mr. Wrench

### Säsong 4
Den fjärde säsongen utspelar sig i 1950-talets Missouri och handlar om rivaliserande etniskt rotade brottssyndikat.
- Jessie Buckley – Oraetta Mayflower
- Jason Schwartzman – Josto Fadda
- Ben Whishaw – Rabbi Milligan
- Jack Huston – Odis Weff
- Salvatore Esposito – Gaetano Fadda
- E'myri Crutchfield – Ethelrida Pearl Smutny
- Andrew Bird – Thurman Smutny
- Anji White – Dibrell Smutny
- Jeremie Harris – Leon Bittle
- Matthew Elam – Lemuel Cannon
- Corey Hendrix – Omie Sparkman
- James Vincent Meredith – Opal Rackley
- Francesco Acquaroli – Ebal Violante
- Gaetano Bruno – Constant Calamita
- Stephen Spencer – Dr. David Harvard

Återkommande roller
- Glynn Turman – Doctor Senator
- Timothy Olyphant – Dick "Deafy" Wickware
- Kelsey Asbille – Swanee Capps
- Rodney L. Jones III – Satchel Cannon
- Hannah Love Jones – Florine Cannon
- Tommaso Ragno – Donatello Fadda

### Säsong 5
Säsong utspelar sig i Minnesota och North Dakota 2019 när hemmafrun Dorothy "Dot" Lyon (Juno Temple) elchockar fel person på ett  urspårat skolmöte. Hon hamnar därmed i polisregistret, vilket gör henne lätt att hitta för cowboy-sheriffen och högerpatriarken Roy Tillman (Jon Hamm). Efter ett misslyckat kidnappningsförsök eskalerar saker och ting snabbt.
- Juno Temple – Dorothy "Dot" Lyon
- Jennifer Jason Leigh – Lorraine Lyon
- David Rysdahl – Wayne Lyon
- Joe Keery – Gator Tillman
- Lamorne Morris – Witt Farr
- Richa Moorjani – Indira Olmstead
- Sam Spruell – Ole Munch
- Sienna King – Scotty Lyon
- Dave Foley – Danish Graves
- Jon Hamm – Sheriff Roy Tillman